# Bathocyroe fosteri
O Bathocyroe fosteri é um animal pertencente ao filo Ctenophora, capaz de produzir bioluminescências.
Bathocyroe fosteri podem ser encontrada nas profundezas intermediárias de todos os oceanos do mundo, a probabilidade de você encontrá-la perto da Dorsal Meso-Atlântica, é bem maior. Mede cerca de dois centímetros de altura. Foi denominado primeiramente pelo piloto Dudley Foster, que recolheu as primeiras espécies. 